# Palazzo della Banca d’Italia (Bologna)

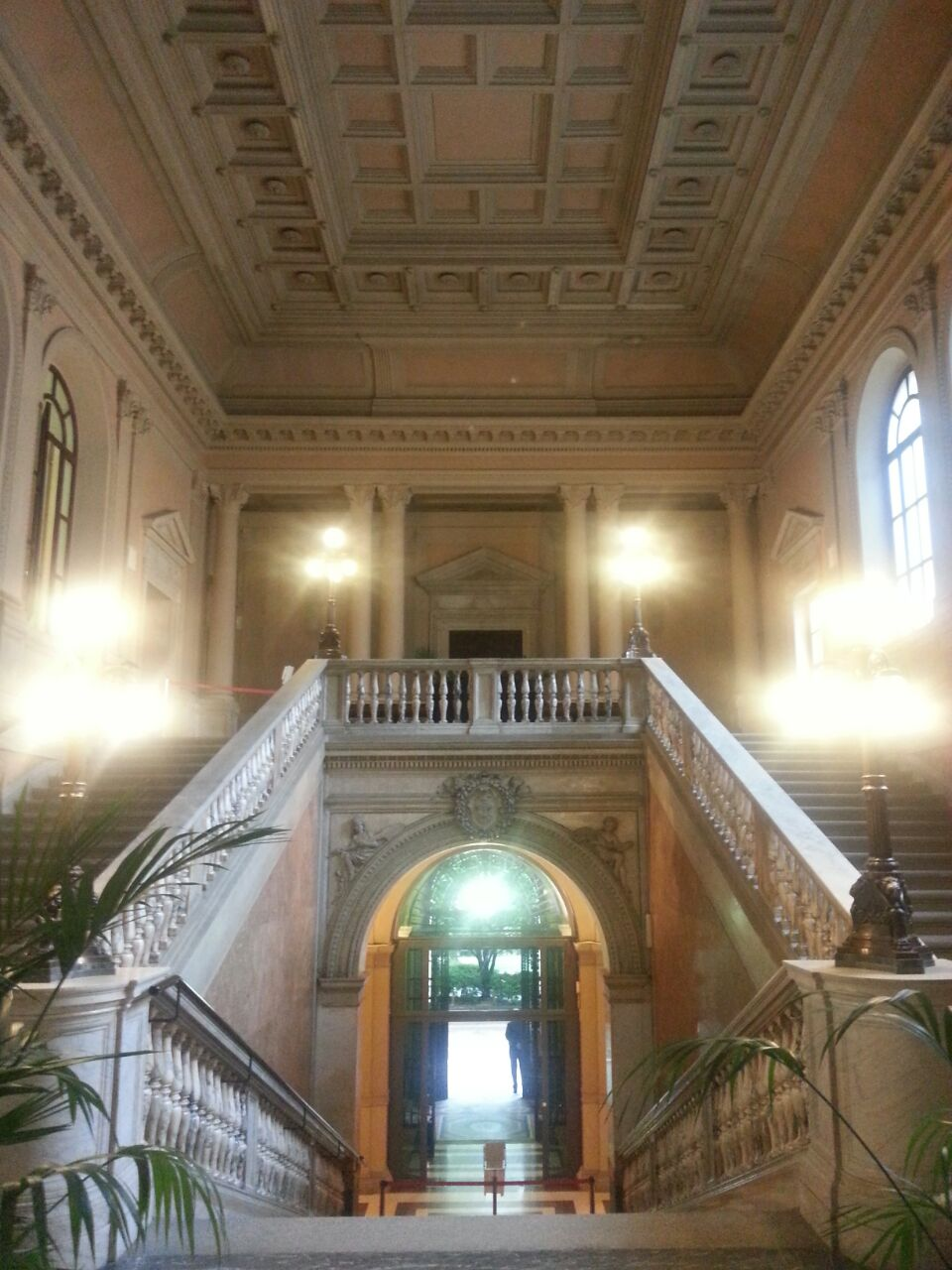
Treppenhaus des Palazzo della Banca d’Italia in Bologna

Der Palazzo della Banca d’Italia (früher Palazzo della Banca Nazionale) ist ein Palast in Bologna in der italienischen Region Emilia-Romagna. Dort residiert die örtliche Niederlassung der Banca d’Italia.

## Geschichte
Der Palast wurde ab 1865 nach Planungen des Architekten Antonio Cipolla an der zentral gelegenen Piazza Cavour errichtet. Seit Fertigstellung sind dort die Büros der Banca d’Italia untergebracht.

## Beschreibung der Dekorationen
Die Vorhalle und die Innenräume zieren Gemälde von Gaetano Lodi, insbesondere zeigt jeder Gewölbebogen der Vorhalle in lebendigen Farben eine historische Episode von der Antike bis zur Gründung des italienischen Staates.

## Galeriebilder

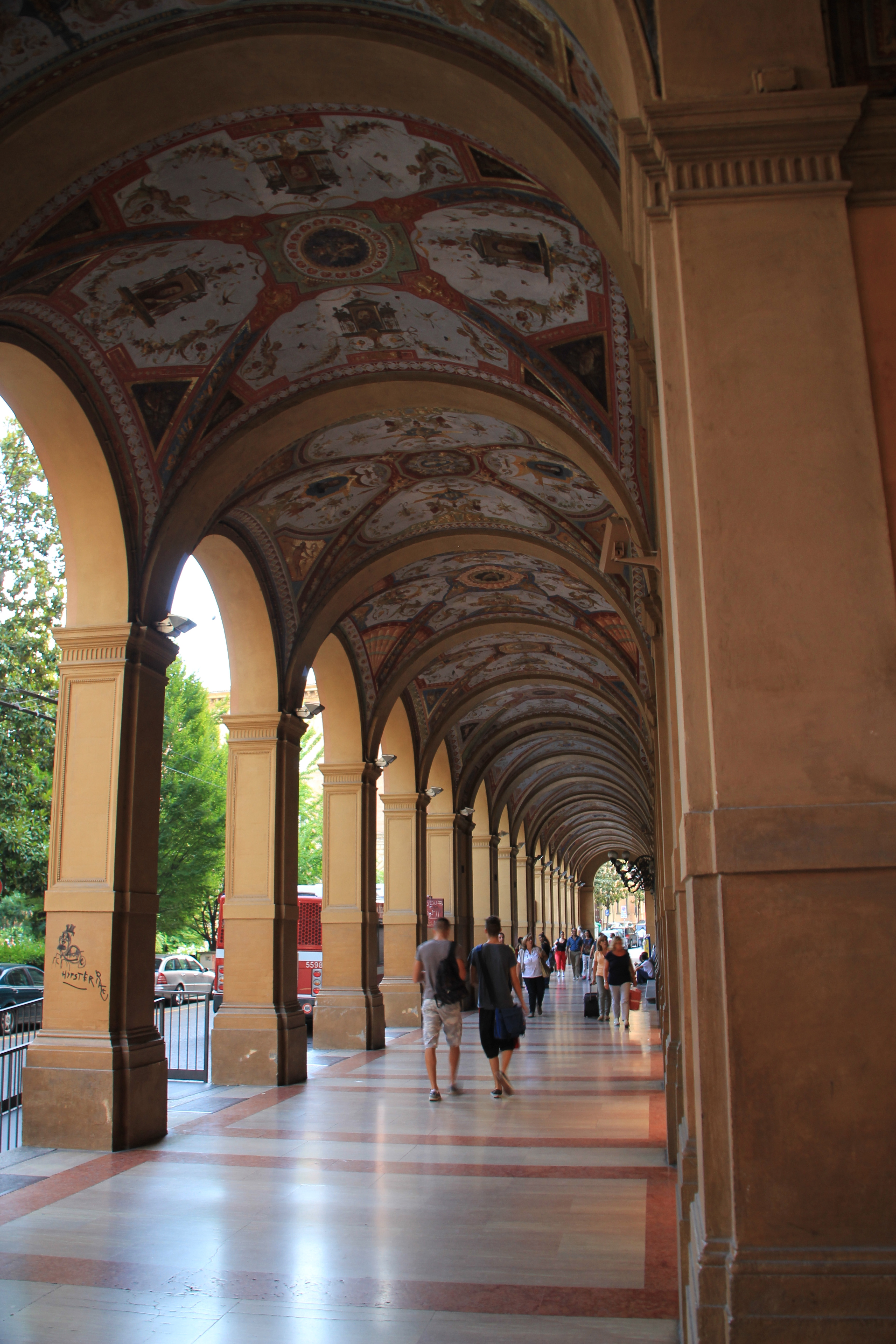
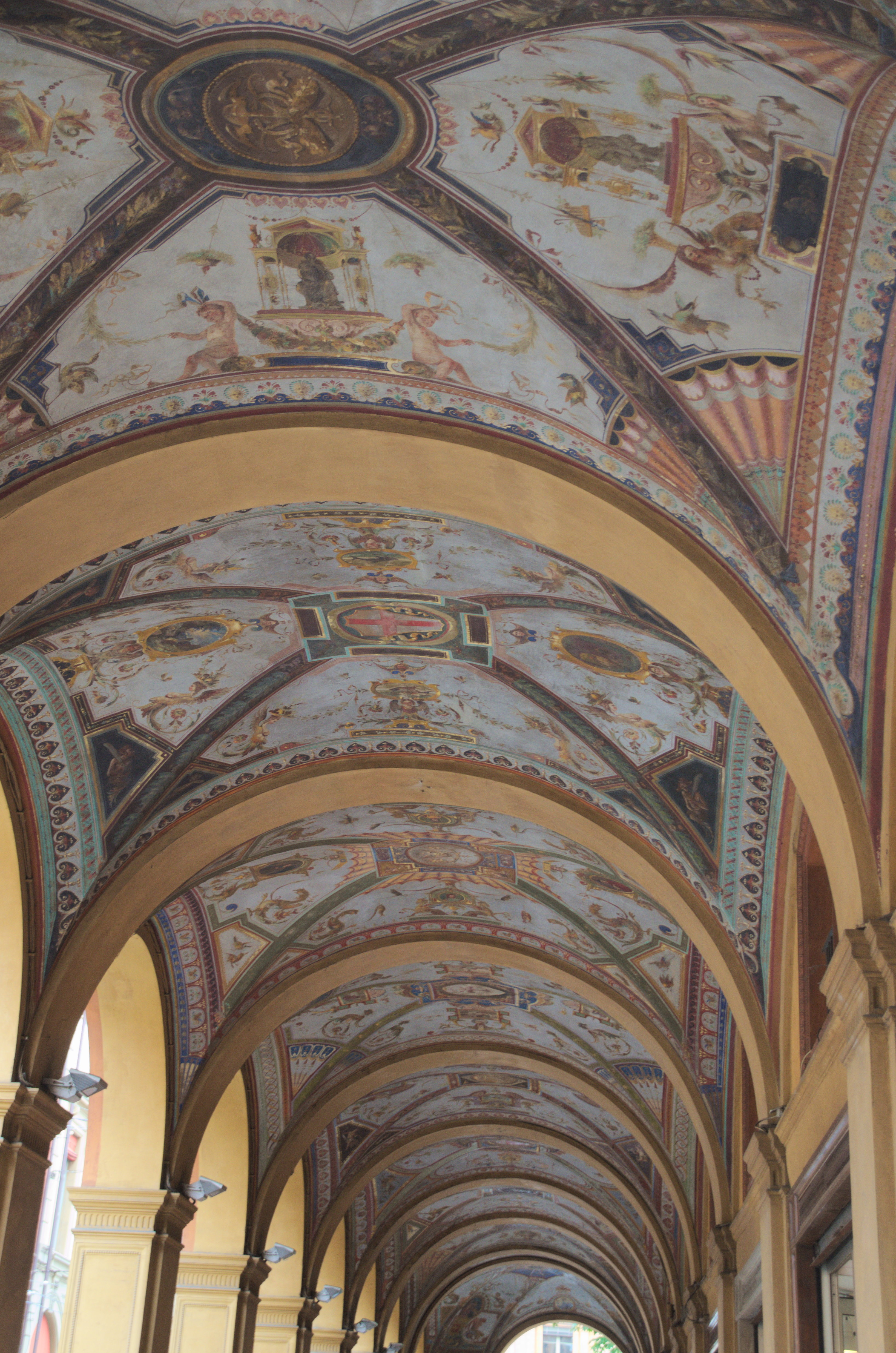
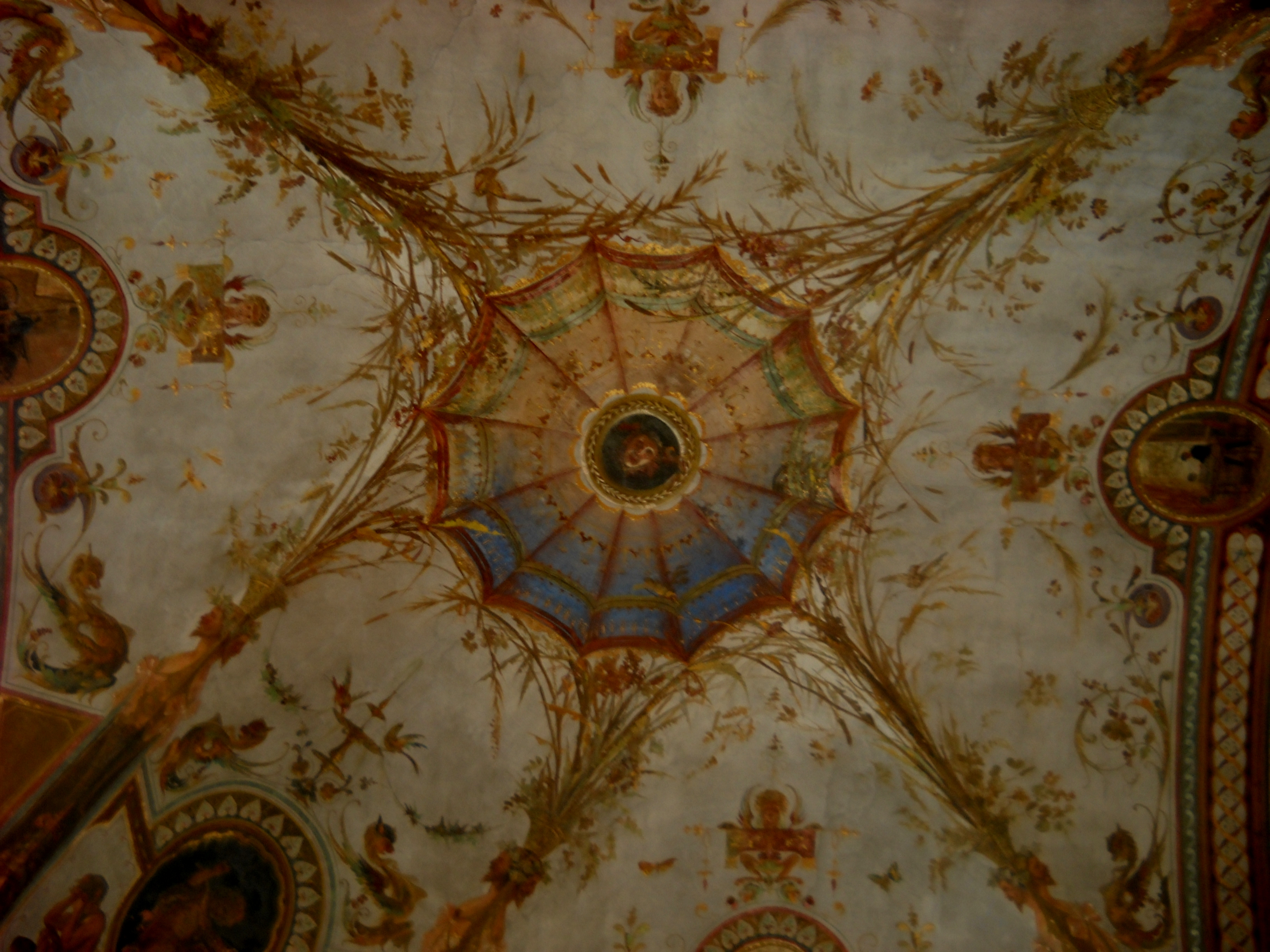
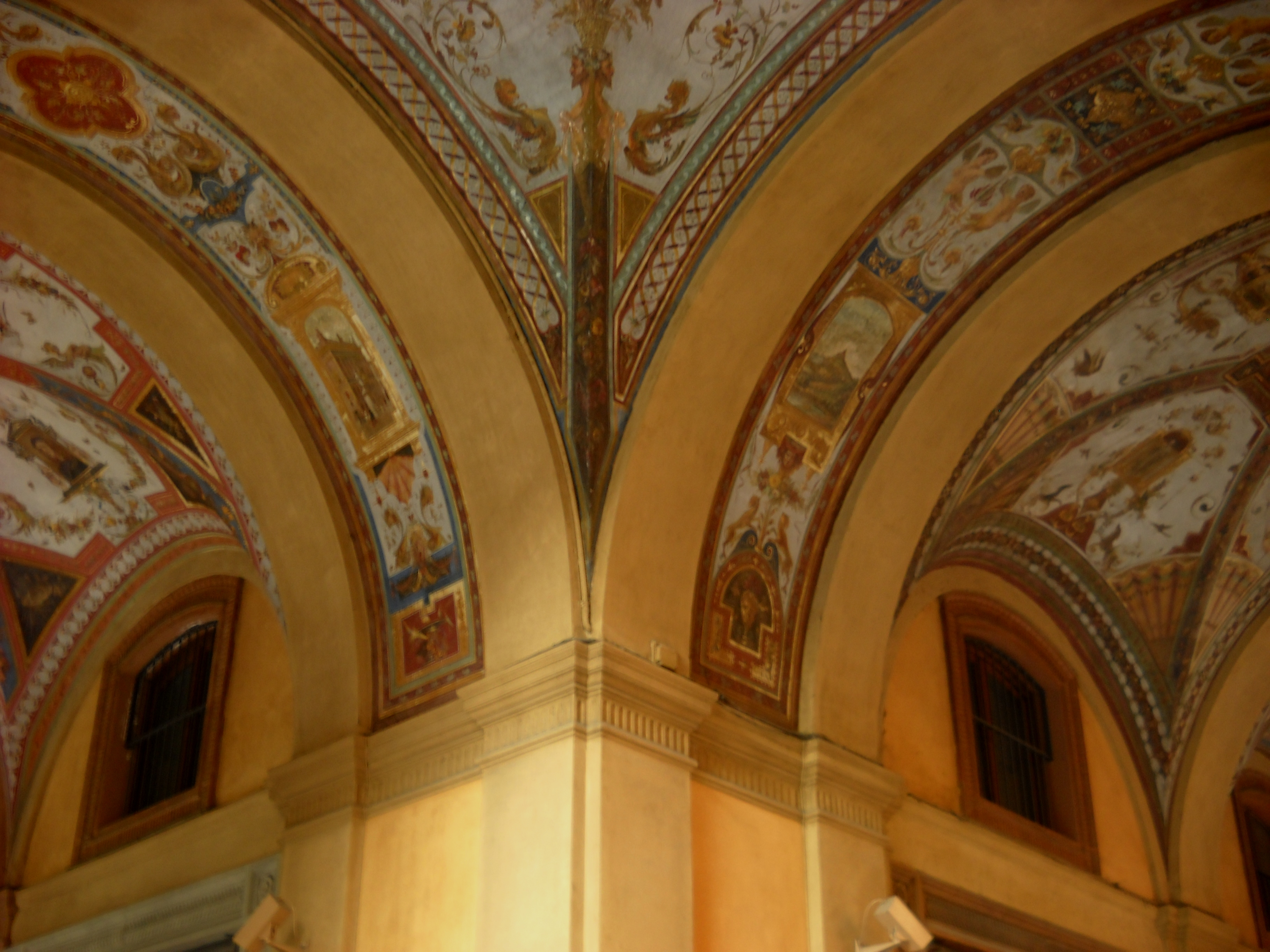
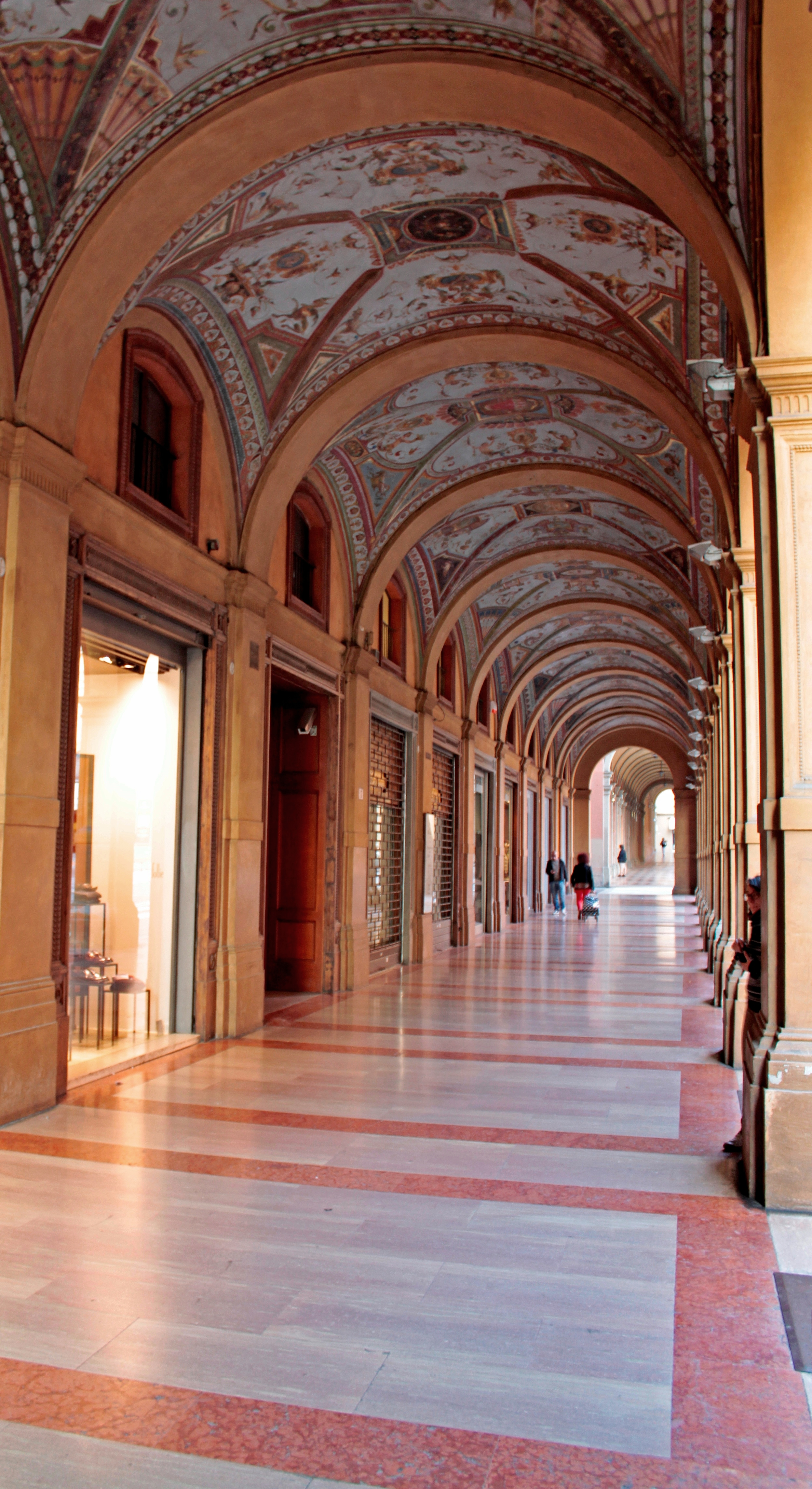
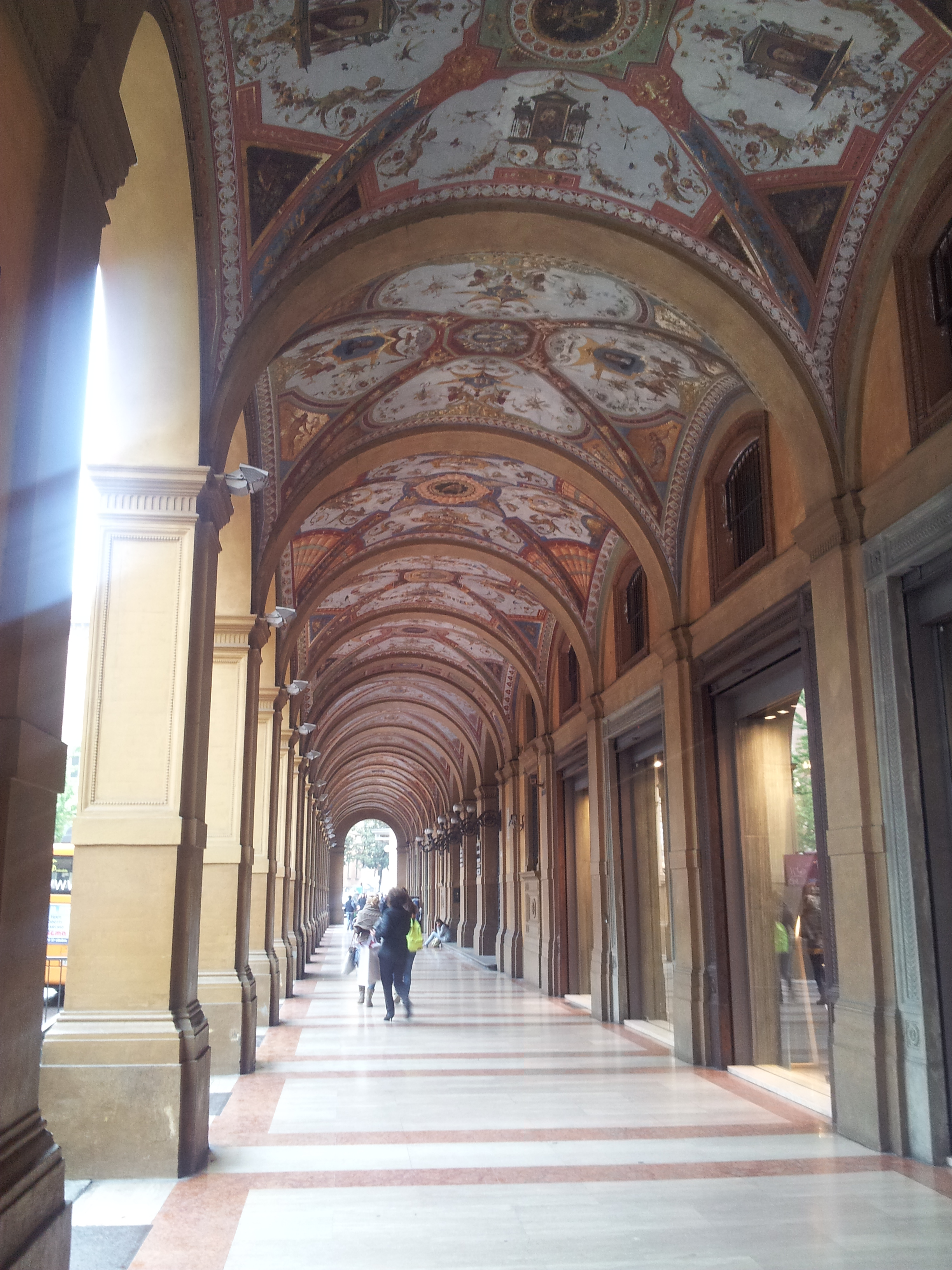
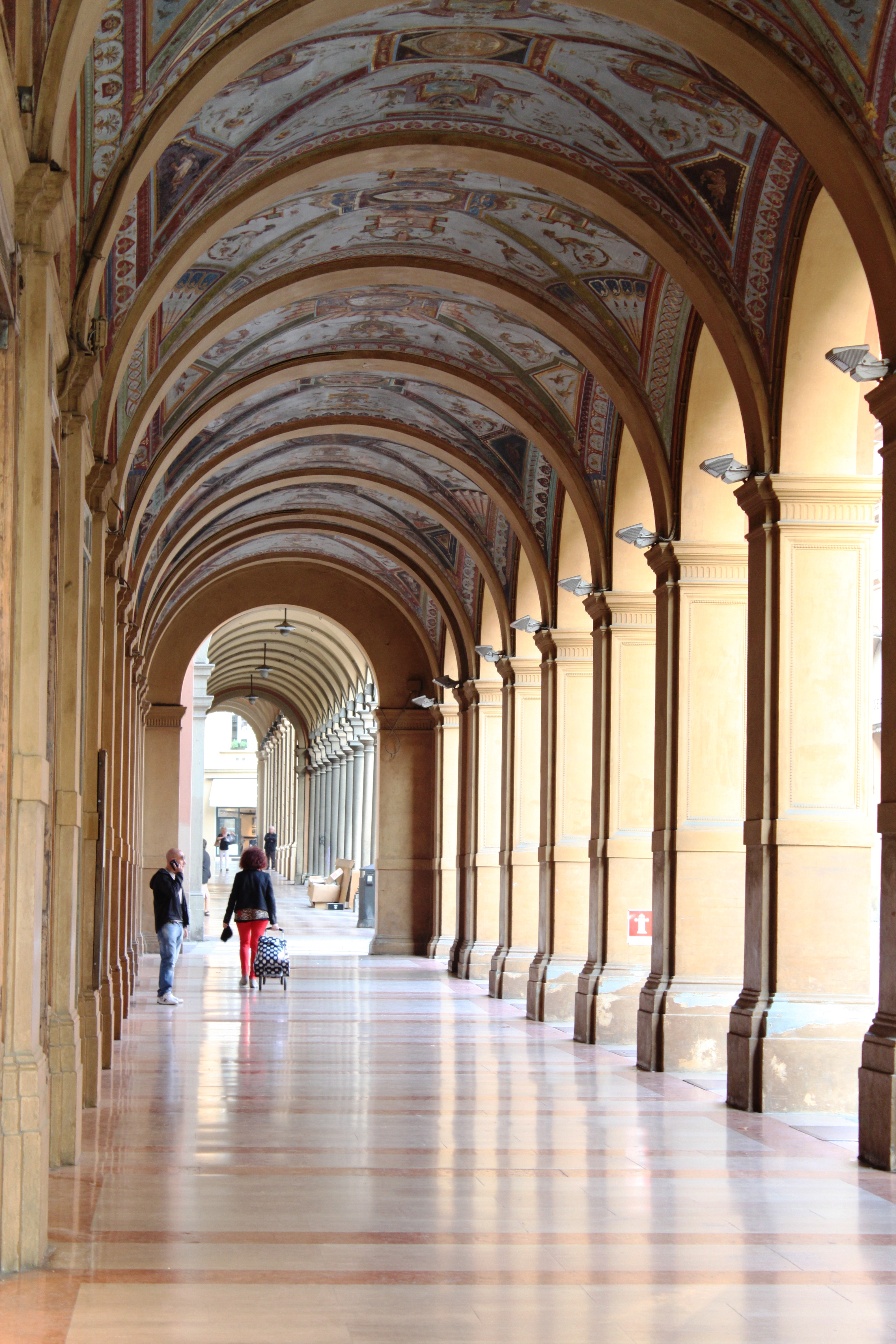
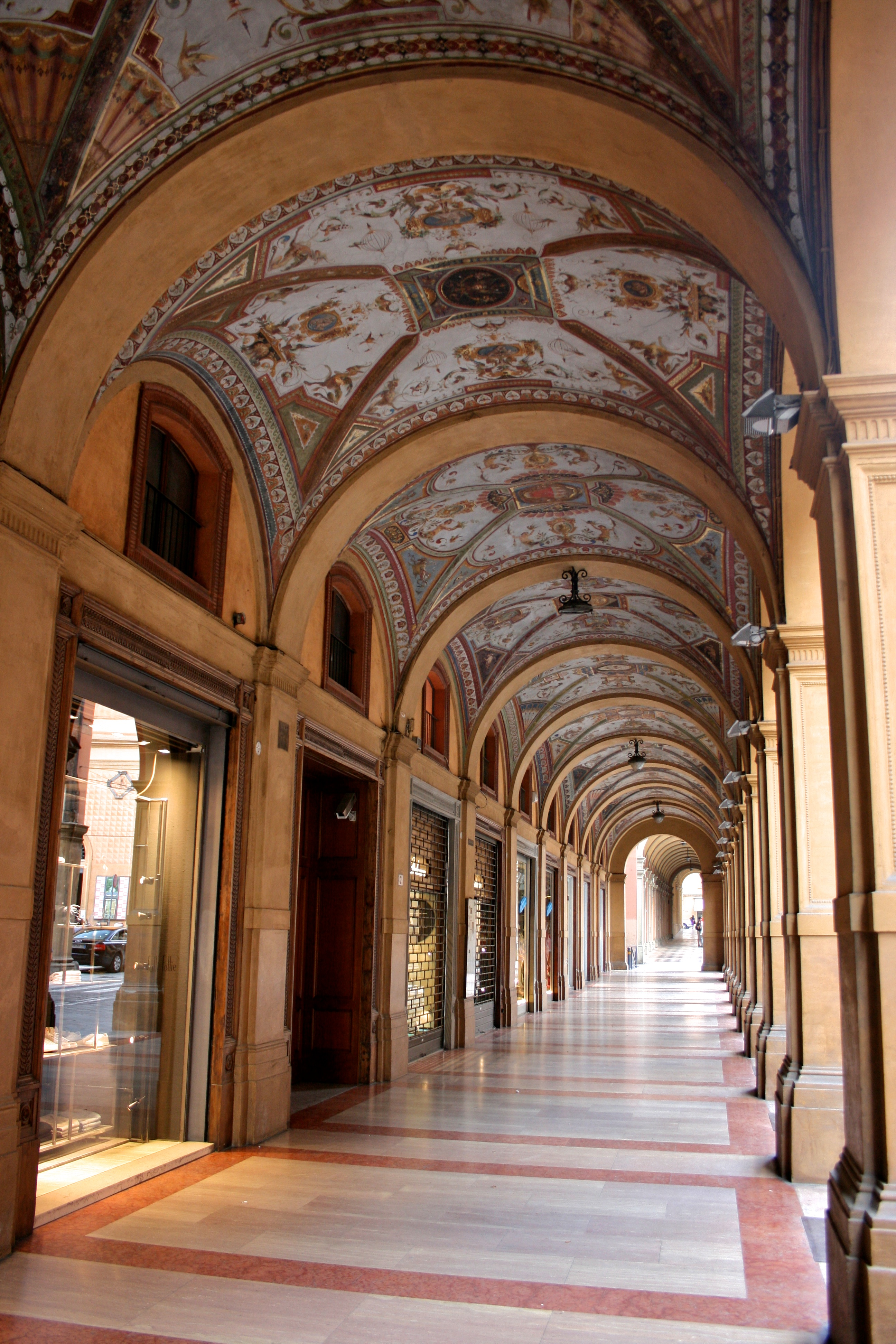
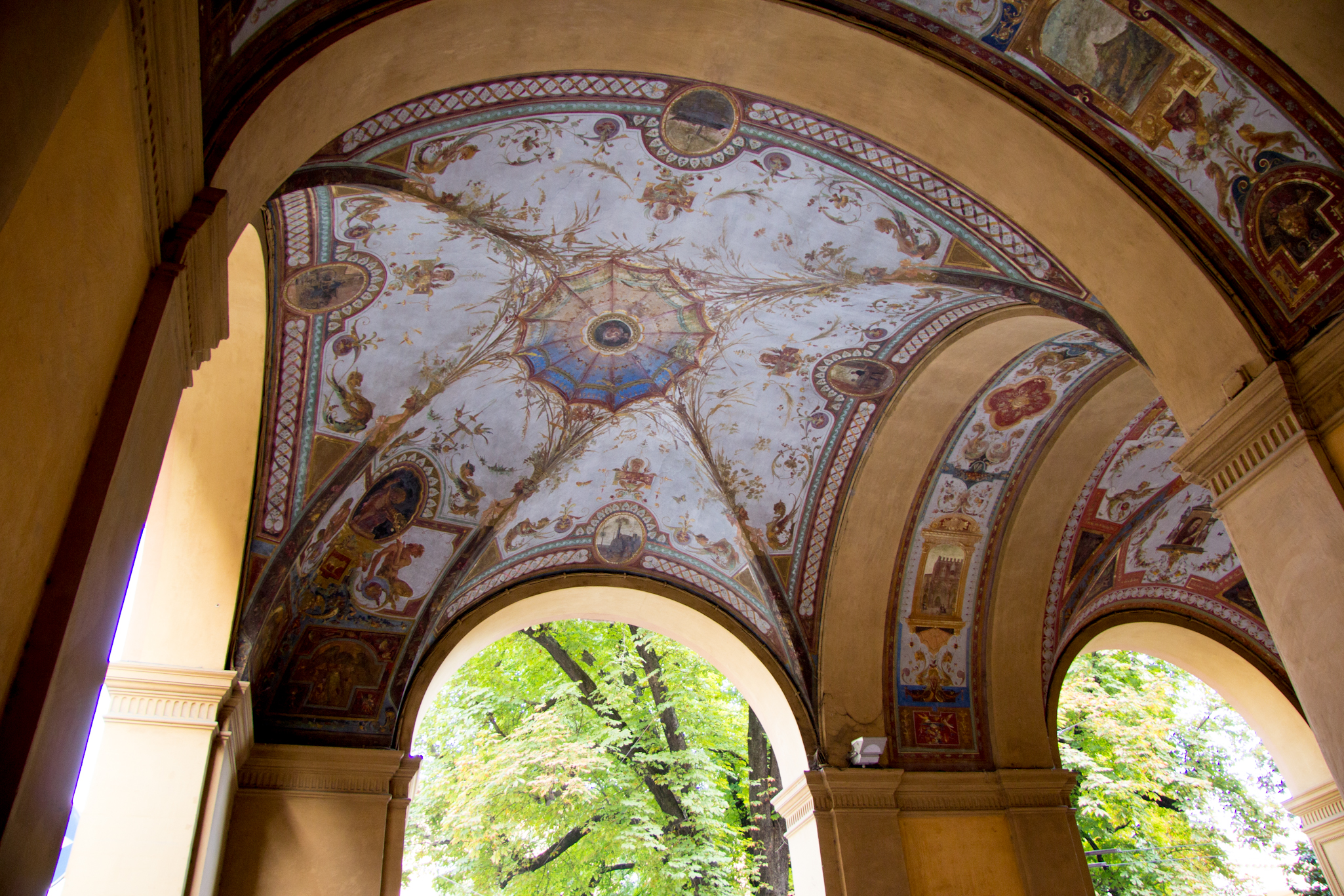
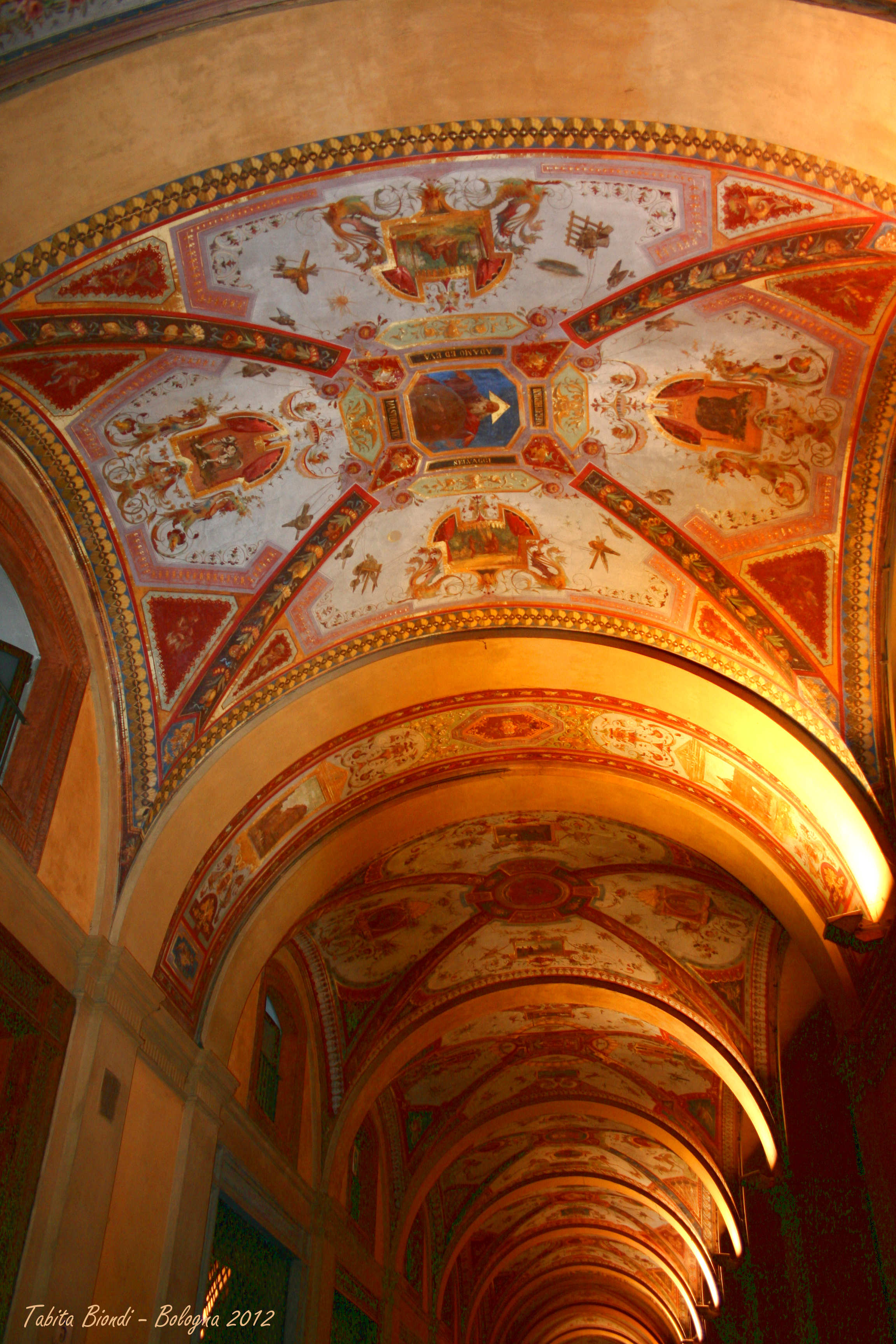